# شکار مرد
شکار مرد (به فرانسوی: La chasse à l'homme‎ , ایتالیایی: Caccia al maschio) یک فیلم سینمایی کمدی فرانسوی-ایتالیایی به کارگردانی ادوارد مولینارو با بازی ژان-پل بلموندو محصول سال ۱۹۶۴ است.